# 浄光明寺
浄光明寺（じょうこうみょうじ）は、神奈川県鎌倉市扇ガ谷（おうぎがやつ）にある真言宗泉涌寺派の寺院。山号は泉谷山（せんこくざん）。開基は北条長時。開山は真阿。本尊は阿弥陀如来である。北条氏や足利氏とゆかりの深い寺院で、足利尊氏は後醍醐天皇に対し挙兵する直前、当寺に籠っていたと伝える。新四国東国八十八ヶ所霊場の第82番。

## 歴史
鎌倉七口のうちの亀ヶ谷坂（かめがやつさか）と化粧坂（けわいざか）にはさまれた扇ヶ谷の支谷、泉ヶ谷に位置する。山号の泉谷山はこの谷戸の名にちなむ。寺伝によれば、建長3年（1251年）頃、第5代執権北条時頼、第6代執権北条長時が開基となって創建したもので、開山（初代住持）は真阿（真聖国師）であった。それ以前、源頼朝の命により文覚上人の建てた草庵があったともいうが、定かでない。
永仁4年（1296年）の開山（真阿）譲状には北条時頼と長時が開基であると記されている。長時は鎌倉幕府6代執権で、文永元年（1264年）、36歳で死去し、浄光明寺に葬られ、以後、この寺は長時に始まる赤橋流北条氏の菩提寺と位置づけられた。開山の真阿は浄土宗系の僧であるが、当寺は創建当初から兼学（複数の宗派が並存）の寺であり、3世の高恵（智庵和上）の時から四宗兼学となって近世末に至っている（「四宗」は必ずしも4つの宗派に限らず、真言、天台、浄土、華厳、禅、律を含む）。この高恵の時代、元弘3年（1333年）には後醍醐天皇から上総国山辺郡（千葉県東金市）と相模国波多野荘（神奈川県秦野市）の寺領を寄進されており、また同年には成良親王（なりよししんのう、後醍醐皇子）の祈願所ともなっている。
浄光明寺は中世を通じ、足利氏および鎌倉公方の帰依を受けている。すなわち、暦応元年（1338年）以降、足利尊氏および弟の足利直義より相模国金目郷（神奈川県平塚市）、上総国山辺郡（千葉県東金市）、伊豆国三津庄（静岡県沼津市）などの寺領の寄進を受けている。また、直義は康永3年（1344年）と観応2年（1351年）に仏舎利を寄進している。尊氏は、建武2年（1335年）、後醍醐天皇に叛旗をひるがえして挙兵する直前、天皇への謀反の意思がないことを示すため浄光明寺にて謹慎していたとも伝えられる。この当時の境内の様子は「浄光明寺敷地絵図」（後述）により具体的にわかる。
室町時代に入り、足利満兼（鎌倉公方）は、応永6年（1399年）、父・氏満と祖父・基氏の遺骨を分けて浄光明寺に安置し、以降、当寺は鎌倉公方の菩提寺となった。天正19年（1591年）には徳川家康より4貫800文が与えられている。
往時は10近い子院があったが、江戸時代に入ると伽藍は荒廃、本堂さえ失われる状態であったという。寛文8年（1668年）、僧侶の勧進、鶴岡八幡宮寺相承院元喬僧都の援助などを得て仏殿を再興、法灯は保たれた。子院に関しては、幕末には慈恩院を残すのみであったという。慈恩院は、足利直義が自ら殺害させた護良親王の鎮魂のために建立したもので、浄光明寺に現存する地蔵菩薩像（通称矢拾地蔵）は慈恩院に伝わったものという。

## 境内
山門を入ると客殿、庫裏、不動堂などがあり、その裏手の一段高くなった敷地に阿弥陀堂と収蔵庫がある。重要文化財の阿弥陀三尊像等は収蔵庫に安置されている。これらのさらに裏手、狭い階段を上った先の山上には岩壁をうがった「やぐら」があり、内部に石造地蔵菩薩坐像（通称網引地蔵）が安置されている。そこからさらに登ったところには国の史跡に指定されている冷泉為相（れいぜいためすけ、鎌倉時代の歌人）の墓がある。境内は、谷戸を雛壇状に造成した中世寺院の景観がよく保存されている。

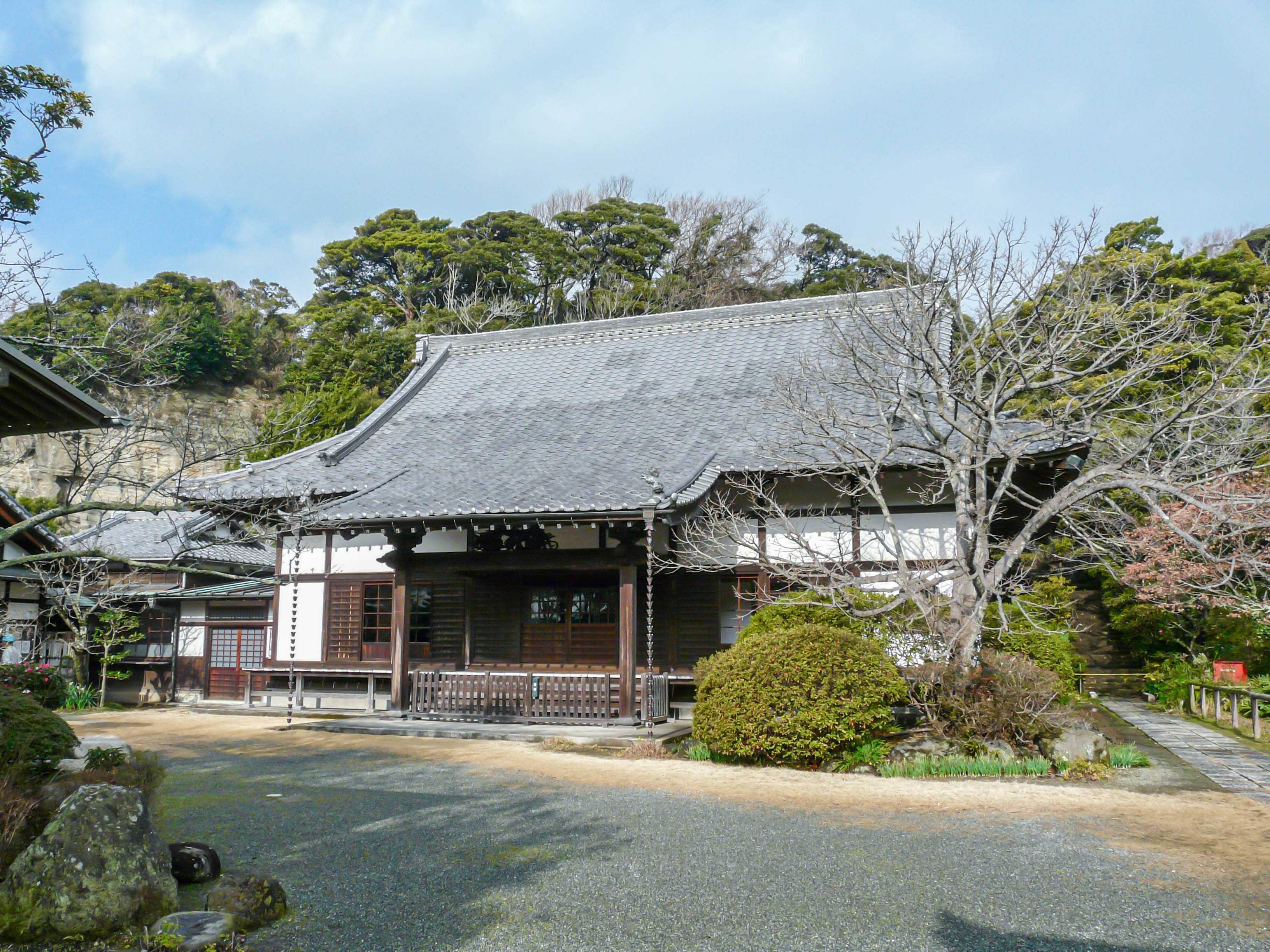
客殿
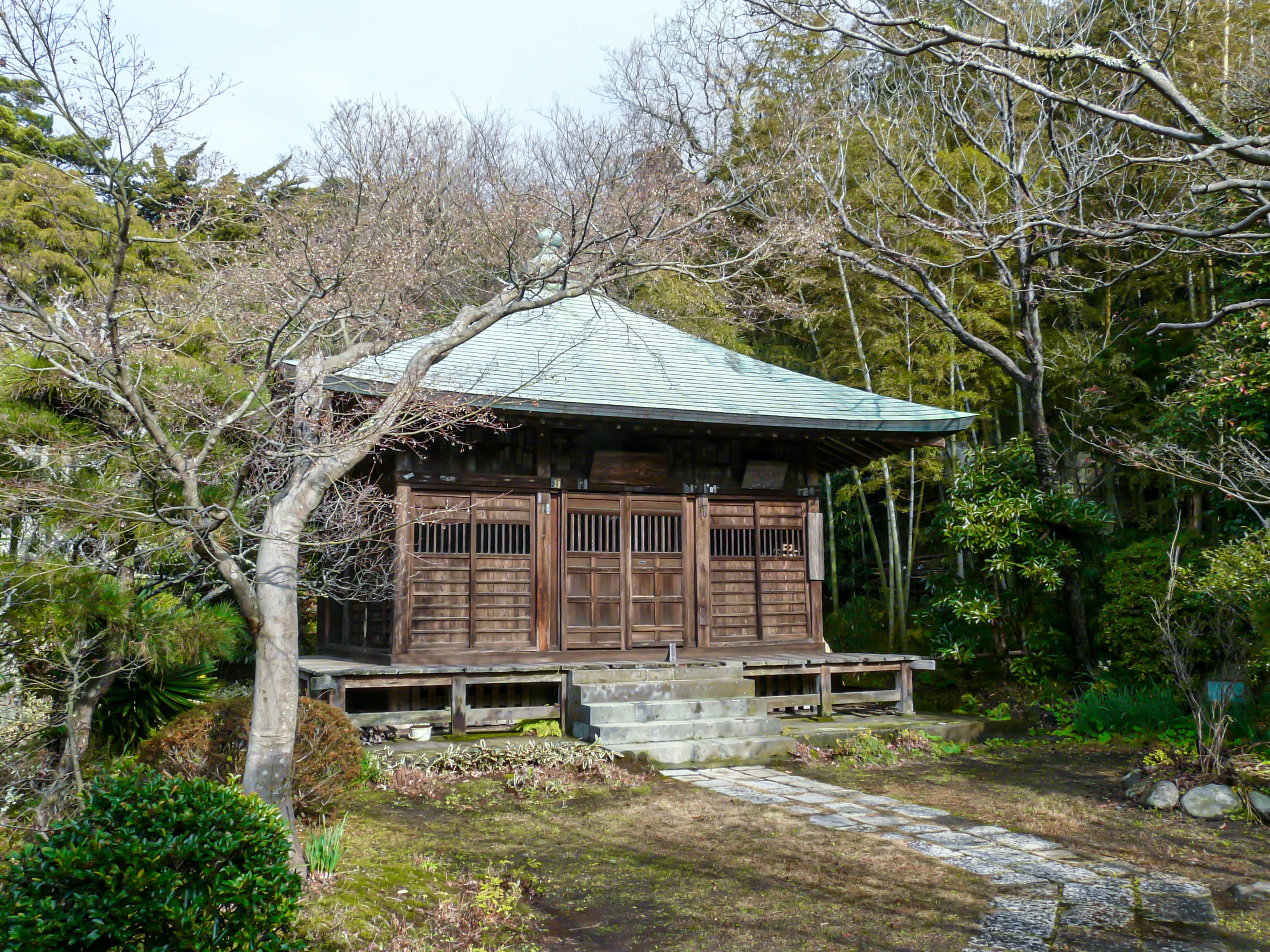
不動堂
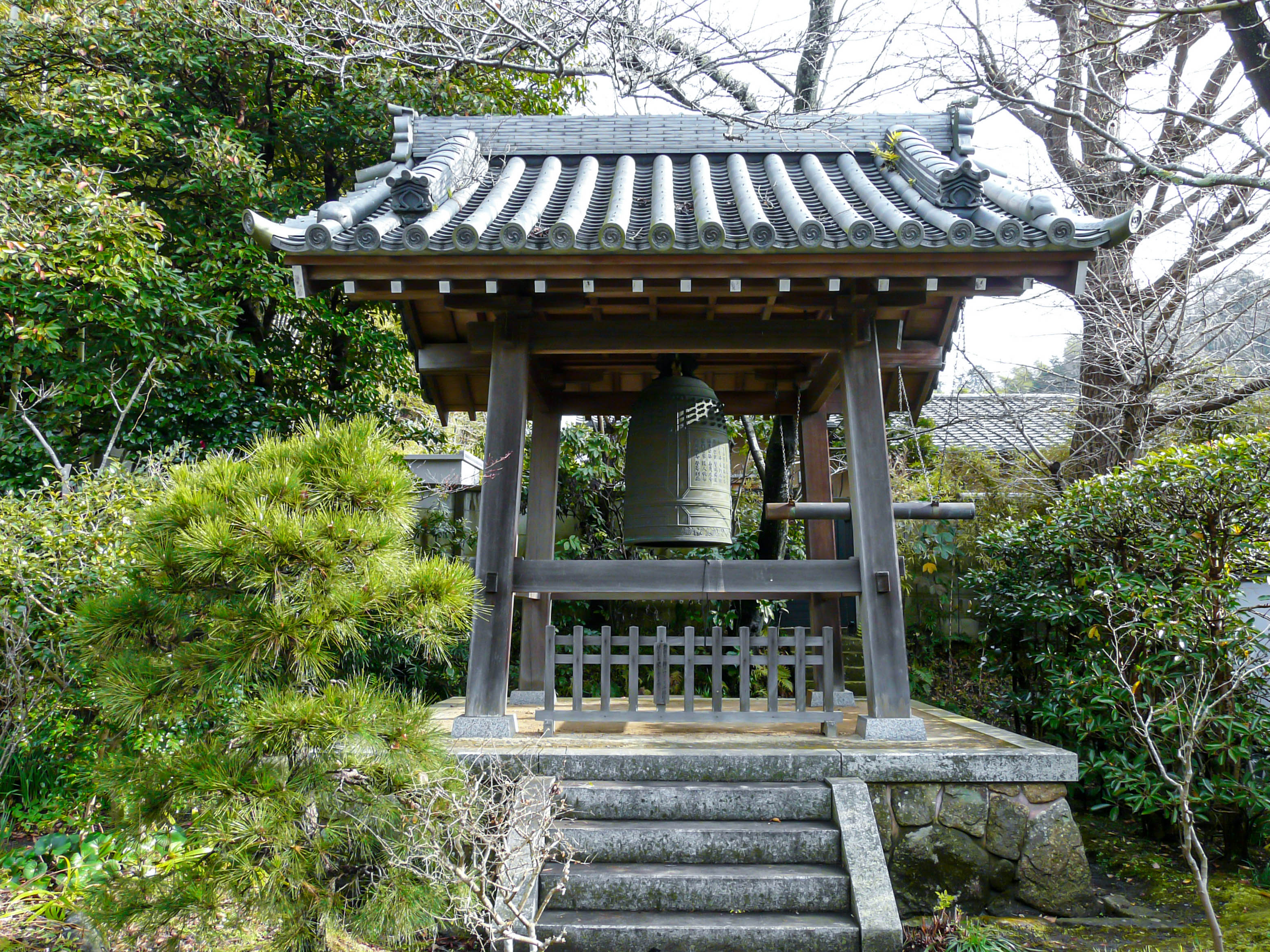
鐘楼
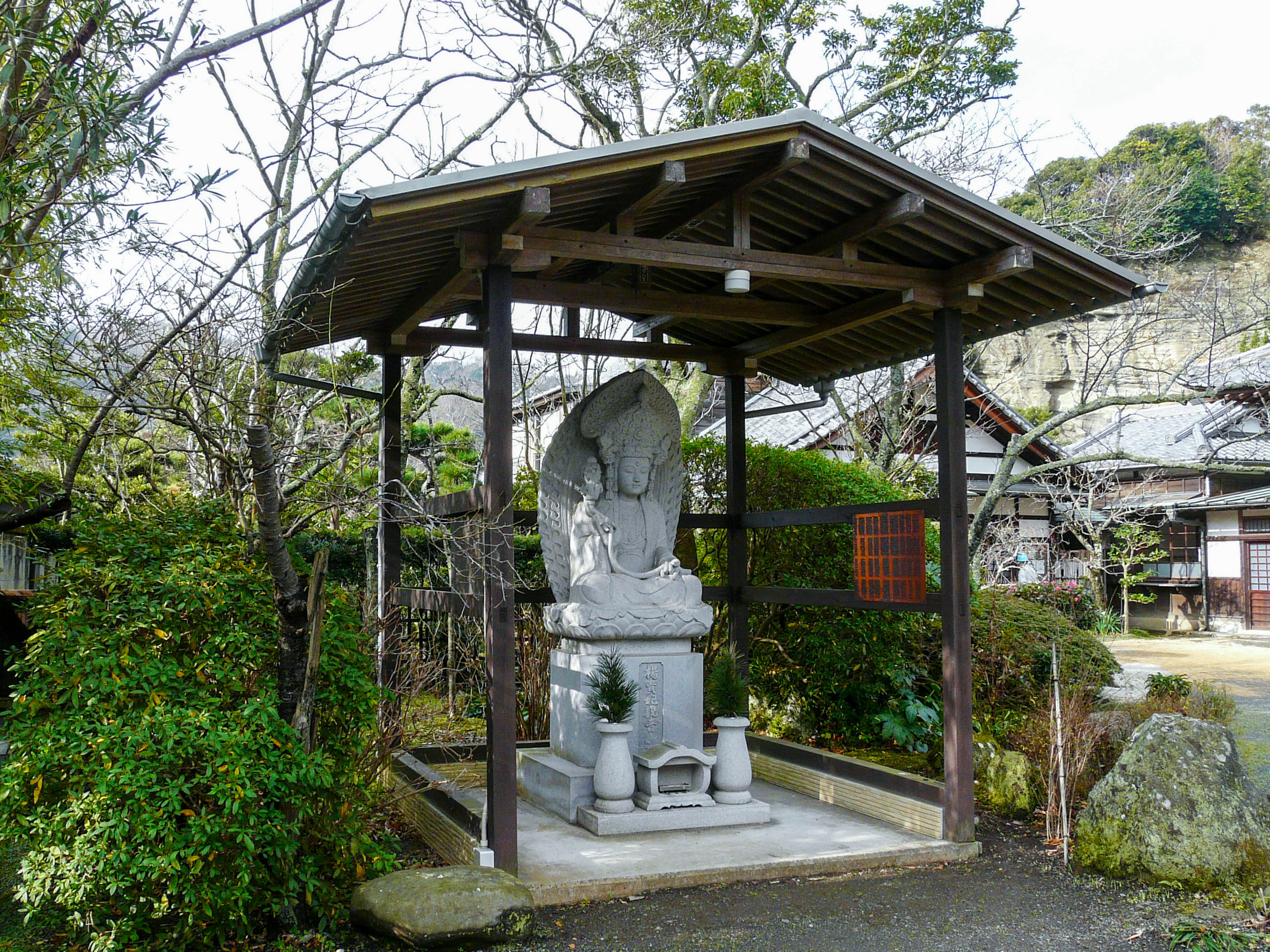
楊貴妃観音像

## 文化財

### 重要文化財
- 木造阿弥陀如来及び両脇侍坐像 - 正安元年（1299年）の作。三尊とも坐像に作る。阿弥陀如来像は胸前に両手を挙げる説法印を結び、宝冠をいただく。肩、袖、脚部などに見られる浮き彫り状の装飾は「土紋」と称される、鎌倉地方の仏像に特有の技法で、土を型抜きして花などの文様を表したものを貼り付けたものである。両脇侍像（観音菩薩・勢至菩薩）は、結跏趺坐（座禅の形）ではなく足をくずして坐り、中尊の方に頭部をわずかに傾ける。両脇侍像の写実的な衣文表現や、生身の人間のような面相表現には中尊以上に顕著な宋風がみられる。
- 浄光明寺敷地絵図 - 鎌倉幕府滅亡直後、新政権に寺領の確認を求めるために作成されたと考えられる絵図で、当時の境内の範囲や建物などの様子がわかる貴重な資料である。同時に周辺の景観や近隣の武家の屋地も細かく描かれ、鎌倉時代の鎌倉を描いた現存する唯一の絵図となっている[4]。図上に足利氏の重臣・上杉重能の花押があり、重能が建武2年（1335年）には鎌倉を離れていることから、絵図の作成時期は、鎌倉幕府滅亡の1333年から1335年までの間であることがわかる。この絵図は長らく所在不明であったが、2000年に鎌倉市内の旧家から発見されて浄光明寺に返還され、2005年に重要文化財に指定されている。現在は鎌倉国宝館に寄託。

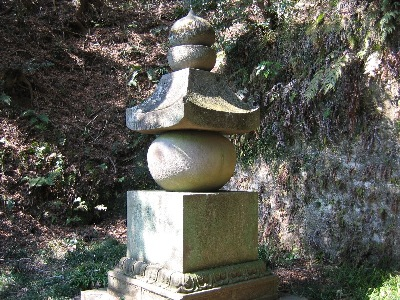
多宝寺跡の覚賢塔

- 石造五輪塔（覚賢塔） - 冷泉為相墓の東北方にある。内部から嘉元4年（1306年）の銘のある骨壺が発見されている。塔の所在地は、忍性が開いた多宝寺の跡であり、この塔は多宝寺長老覚賢の墓塔として建てられたものである。（通常は非公開。毎年4月の鎌倉まつり期間中のみ公開）

### 史跡
- 浄光明寺境内及び冷泉為相墓 - 冷泉為相（1263 - 1328）は鎌倉時代の歌人で、藤原定家の孫、阿仏尼の子にあたり、「冷泉家時雨亭文庫」で著名な冷泉家の祖である。墓塔は宝篋印塔で、南北朝時代のもの。従来「冷泉為相墓」として国の史跡に指定されていたが、2007年に境内地が追加指定された。この追加指定は、上述の「浄光明寺敷地絵図」の再発見により、中世寺院の敷地がよく保存されていることが判明したことによるものである。

### その他の文化財

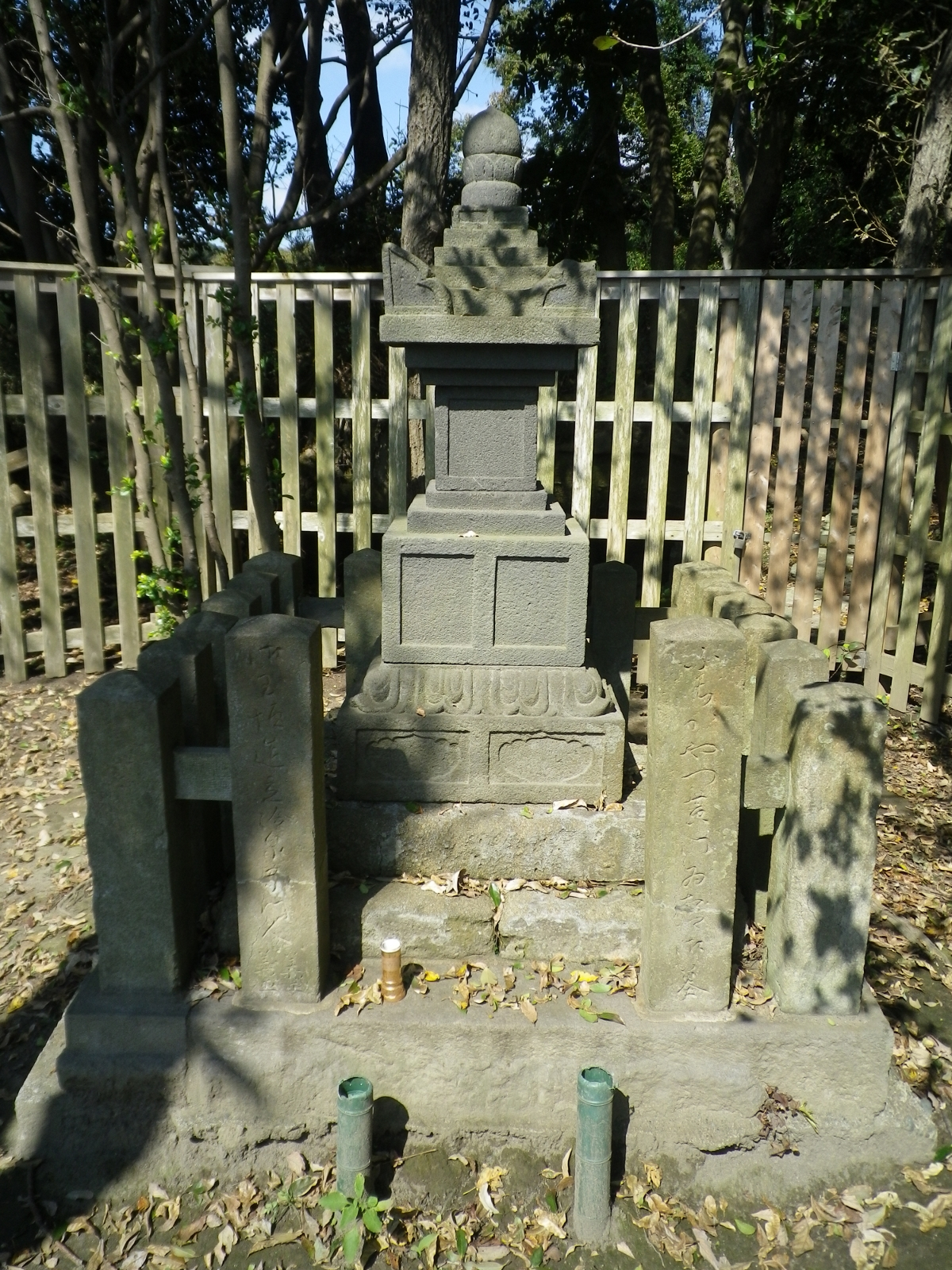
冷泉為相墓

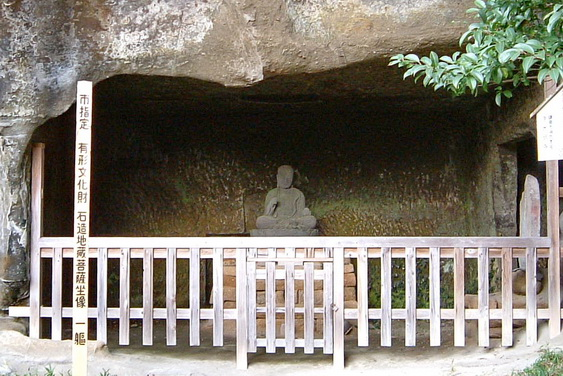
浄光明寺やぐらと地蔵菩薩像（網引地蔵）

- 木造地蔵菩薩立像 - 通称を矢拾い地蔵という。足利直義が護良親王の鎮魂のために建立した慈恩院の旧像と伝え、矢が尽きた直義をこの地蔵が救ったとの伝説がある。県指定文化財。
- 石造地蔵菩薩坐像 - 阿弥陀堂裏山のやぐら内に所在。漁師の網に懸かり海中から引き上げられたとの伝承があり、網引地蔵と呼ばれる[5]。背中に正和2年（1313年）、三世長老性仙和尚が供養したとの銘文があり、冷泉為相により造立されたとも言われる[3]。市指定文化財。
- 絹本着色　僧形八幡神像・弘法大師像 - 南北朝時代頃の作。八幡神と弘法大師が互いに姿を描き合ったものとの伝承があり、「互いの御影」と呼ばれる。現在は鎌倉国宝館に寄託。市指定文化財[3]。
- 木造　阿弥陀堂 - 寛文8年（1668年）、鶴岡八幡宮寺の元喬僧都が母の追善供養のために資金提供し、開山坊跡に旧材を用いて建てられた唐様建築の仏殿。もともと本尊阿弥陀三尊像が安置されていたために阿弥陀堂と呼ばれる。顕在は新しい三世仏が安置されている。堂内には応仁2年（1468年）の銘入りの須弥壇があり、左奥の祖師堂には室町時代に造られた木造の真聖国師（開山・真阿）像や歴代住職の位牌、右奥の土地堂にはやはり室町時代の木造・北条長時像などを収める。市指定文化財[3]。
- 木造　山門 - もと英勝寺の惣門。英勝寺が創建された寛永年間のものと推定される。一時民間に売却されていたが、大正15年（1926年）、浄光明寺に寄進された。市指定文化財[3]。
- 大伴神主家墓所 - 代々鶴岡八幡宮の神主を務めた大伴家の墓所で、阿弥陀堂横に所在。室町時代以降、浄光明寺に墓が置かれた。市指定文化財[3]。
- イヌマキ - 阿弥陀堂前の大木で、創建時に植えられたものとされ、推定樹齢は約750年。市指定文化財[3]。
- ビャクシン - 客殿裏の切岸上から垂れ下がるように生えている大木。樹齢不明。非公開。市指定文化財[3]。

## 所在地・アクセス
- 神奈川県鎌倉市扇ガ谷2-12-1
- JR鎌倉駅から徒歩18分。

## 関連文献
- 「山之内庄扇ガ谷村浄光明寺」『大日本地誌大系』 第39巻新編相模国風土記稿4巻之89村里部鎌倉郡巻之21、雄山閣、1932年8月、336-338頁。NDLJP:1179229/172。